# Kefar Charuw
Kefar Charuw (hebr. כפר חרוב) – kibuc położony w Samorządzie Regionu Golan, w Dystrykcie Północnym, w Izraelu.
Leży w południowym krańcu Wzgórz Golan.
Członek Ruchu Kibuców (Ha-Tenu’a ha-Kibbucit).

## Historia
Kibuc został założony w 1973 roku.

## Gospodarka
Gospodarka kibucu opiera się na intensywnym rolnictwie i turystyce. Dodatkowo w kibucu znajduje się zakład produkujący urządzenia hydrauliczne A.R.I..